# Krzysztof Przybyła
Krzysztof Przybyła (ur. 16 marca 1962) – polski lekkoatleta, skoczek wzwyż. Ojciec i trener tyczkarki Kamili Przybyły.
Reprezentant klubu Zawisza Bydgoszcz. Trzykrotnie srebrny (1985, 1987, 1989) i dwukrotnie brązowy (1983, 1988) medalista mistrzostw Polski seniorów w skoku wzwyż. 
Rekord życiowy w skoku wzwyż - 2.24 (19 czerwca 1985, Warszawa).